# Gabriel Diallo
Gabriel Diallo, né le 24 septembre 2001 à Montréal, est un joueur de tennis canadien, professionnel depuis 2022.

## Carrière
Né à Montréal d'un père guinéen et d'une mère ukrainienne, Gabriel Diallo étudie la finance à l'université du Kentucky qu'il intègre en 2019. Il dispute ses premières finales au niveau ITF en 2021 à Champaign et East Lansing. Il décide fin 2022 d'arrêter ses études pour se consacrer à plein temps à sa carrière professionnelle.
Il signe début août une victoire sur James Duckworth lors des qualifications du Masters du Canada puis remporte deux semaines plus tard son premier titre sur le circuit Challenger au tournoi de Granby grâce à une invitation et pour sa quatrième participation à un tournoi de cette catégorie. Peu après, il est finaliste à Fairfield et demi-finaliste à Calgary. Ces performances lui permettent de gagner près de 1000 places en une saison. Il est également intégré à l'équipe du Canada de Coupe Davis qui remporte la compétition cette année-là. Diallo ne joue qu'un seul match en poule contre le Serbe Laslo Djere.
En 2023, au Masters du Canada, il bat le 21e mondial Daniel Evans pour remporter son premier match sur le circuit ATP. En fin d'année, lors de la phase de groupes de la Coupe Davis 2023, il bat en simple l'Italien Lorenzo Musetti (18e mondial) et le Suédois Elias Ymer pour permettre à son équipe de se qualifier pour la phase à élimination directe.
En octobre 2024, il atteint sa première finale d'un tournoi ATP 250 au tournoi d'Almaty. Il y bat l'Australien Christopher O'Connell (7-65, 6-2), le Croate Borna Ćorić (7-61, 6-4) ainsi que la tête de série numéro deux Alejandro Tabilo (3-6, 6-3, 6-4). En demi-finale, il élimine l'Argentin Francisco Cerúndolo, tête de série no 4 du tournoi et classé 31e au classement ATP (6-4, 6-2). Il échoue en finale contre le Russe Karen Khachanov, ancien top 10, (6-2, 5-7, 6-3). À l'issue du tournoi, il monte pour la première fois dans le top 100 du classement ATP.
Il joue pour la première fois à Madrid en 2025 après avoir perdu lors des qualifications. Repêché, il écarte facilement le Belge Zizou Bergs (6-1, 6-2) et bat un autre repêché, le Polonais Kamil Majchrzak (7-5, 4-6, 6-4) qui joue lui aussi pour la première fois le tournoi madrilène pour atteindre pour la première fois de sa carrière le troisième tour d'un Masters 1000. Il parvient à renverser le Britannique Cameron Norrie (2-6, 6-4, 6-4), ancien Top 10 puis sauve trois balles de match contre le Bulgare Grigor Dimitrov (5-7, 7-6, 6-4), réalisant le plus belle performance de sa carrière pour jouer les quarts de finale. Confronté à Lorenzo Musetti, finaliste à Monte Carlo et entré récemment pour la première fois dans le Top 10, l'Italien met fin à son parcours (4-6, 3-6) en quarts de finale.
La même année, il soulève son premier titre ATP à Bois-Le-Duc, sortant deux Australiens Aleksandar Vukic (7-5, 7-6) et Jordan Thompson (4-6, 6-1, 7-5), ancien double finaliste, cédant son seul set de la semaine. Il demeure solide en quarts contre l'ancien Top 10 Karen Khachanov (7-6, 6-4), face au spécialiste de la surface Français Ugo Humbert (6-3, 7-6) et en finale contre Zizou Bergs (7-5, 7-6), privant la Belgique d'un premier titre sur gazon et devenant le premier Canadien vainqueur ici.

## Palmarès

### Titre en simple
| No | Date       | Nom et lieu du tournoi   | Catégorie | Dotation  | Surface      | Finaliste   | Score     |          |
| -- | ---------- | ------------------------ | --------- | --------- | ------------ | ----------- | --------- | -------- |
| 1  | 09-06-2025 | Libema Open, Bois-le-Duc | ATP 250   | 706 850 € | Gazon (ext.) | Zizou Bergs | 7-5, 7-68 | Parcours |

### Finale en simple messieurs
| No | Date       | Nom et lieu du tournoi | Catégorie | Dotation    | Surface    | Vainqueur       | Score         |          |
| -- | ---------- | ---------------------- | --------- | ----------- | ---------- | --------------- | ------------- | -------- |
| 1  | 14-10-2024 | Almaty Open, Almaty    | ATP 250   | 1 036 700 $ | Dur (int.) | Karen Khachanov | 6-2, 5-7, 6-3 | Parcours |

## Parcours dans les tournois duGrand Chelem

### En simple
| Année | Open d'Australie | Open d'Australie | Internationaux de France | Internationaux de France | Wimbledon      | Wimbledon          | US Open        | US Open          |
| ----- | ---------------- | ---------------- | ------------------------ | ------------------------ | -------------- | ------------------ | -------------- | ---------------- |
| 2023  | Q1               | Aleksandar Vukic | Q1                       | Timofey Skatov           | Q2             | Matteo Gigante     | Q1             | Kimmer Coppejans |
| 2024  | Q3               | David Goffin     | 1er tour (1/64)          | Kei Nishikori            | Q2             | Daniel Elahi Galán | 3e tour (1/16) | Tommy Paul       |
| 2025  | 2e tour (1/32)   | Karen Khachanov  | 2e tour (1/32)           | Tallon Griekspoor        | 2e tour (1/32) | Taylor Fritz       |                |                  |

N.B. : à droite du résultat se trouve le nom de l'ultime adversaire.

## Parcours dans lesMasters 1000

### En simple
| Année | Indian Wells    | Miami           | Monte-Carlo | Madrid                   | Rome              | Canada                | Cincinnati        | Shanghai               | Paris |
| ----- | --------------- | --------------- | ----------- | ------------------------ | ----------------- | --------------------- | ----------------- | ---------------------- | ----- |
| 2023  | —               | —               | —           | —                        | —                 | 2e tour A. de Minaur  | —                 | —                      | —     |
| 2024  | —               | —               | —           | —                        | —                 | 1er tour K. Khachanov | —                 | 1er tour A. Davidovich | —     |
| 2025  | 2e tour A. Fils | 2e tour A. Fils | —           | 1/4 de finale L. Musetti | 1er tour M. Giron | 3e tour T. Fritz      | 3e tour J. Sinner |                        |       |

N.B. : sous le résultat se trouve le nom de l’ultime adversaire.

## Classements ATP en fin de saison
| Année          | 2019 | 2020 | 2021 | 2022 | 2023 | 2024 |
| Rang en simple | 1764 | 1872 | 1201 | 229  | 139  | 87   |
| Rang en double | 1177 | 1078 | 1247 | –    | 388  | 693  |

Source : (en) Classements de Gabriel Diallo sur le site officiel de la Fédération internationale de tennis